# Fresneda de Cuéllar
Fresneda de Cuéllar – gmina w Hiszpanii, w prowincji Segowia, w Kastylii i León, o powierzchni 11,56 km². W 2011 roku gmina liczyła 194 mieszkańców.